# Parque do Belvedere
O Parque do Belvedere (Parque del Mirador em espanhol) é um parque público situado no bairro de Monte Porreiro, na cidade espanhola de Pontevedra.

## Localização
O parque está situado no extremo ocidental do bairro de Monte Porreiro de Pontevedra. É delimitado pelas ruas de Dinamarca e Francia e está muito próximo do Centro Associado da UNED na província de Pontevedra.

## História
O parque foi concebido no início do século 20 como um jardim privado para o indiano (emigrante espanhol que partiu para a América Latina e voltou rico) Casimiro Gómez Cobas, que regressou da Argentina e comprou a antiga e grande propriedade chamada Tenencia de San Antonio Abad em 1900, posta em leilão público no final do século XIX, e que mudou o nome da propriedade para Villa Buenos Aires, em honra da sua estadia na capital argentina, onde tinha feito uma grande fortuna.
Casimiro Gómez encomendou ao arquitecto paisagista português Jacinto de Matos, um dos mais importantes paisagistas portugueses da primeira metade do século XX, o projeto de um jardim a poente da sua vasta propriedade de Villa Buenos Aires. Jacinto de Matos, que possuía um viveiro no Porto, dedicou-se à conceção de jardins, incluindo vários no sul da Galiza. O paisagista concebeu um jardim com um caminho central ladeado por duas fileiras de árvores. Em 1908, o parque já se encontrava traçado e, no final da avenida central, existia um pequeno belvedere circular com uma estrutura metálica de ferro coroada por uma cúpula, ao qual se chegava através de seis degraus de pedra e que se destinava a ser um miradouro num promontório com vista para a paisagem envolvente e para o rio Lérez.
Após a Primeira Guerra Mundial Casimiro Gómez orientou a atividade da Villa Buenos Aires para uma quinta experimental  que também funcionava como viveiro de sementes seleccionadas de pinheiro e eucalipto. Em ambos os lados da avenida central do parque desenhado por Jacinto de Matos, foram plantadas duas filas duplas de grandes exemplares exóticos de eucaliptos. As árvores vieram do viveiro Areas, no concelho de Tui, criado em 1906 pelo engenheiro florestal Rafael Areses Vidal. Décadas mais tarde, com o desaparecimento da propriedade Villa Buenos Aires e o desenvolvimento urbano do bairro Monte Porreiro nos anos 70, o belvedere com vista para o rio Lérez foi completamente transformado, substituindo a estrutura metálica por uma de betão, e o parque tornou-se um espaço público.
No final de 2000, o belvedere foi recuperado por alunos da escola-oficina do Monte Porreiro, tendo sido criadas três zonas de descanso com bancos de pedra e caminhos que ligam o belvedere à Rua Dinamarca. Entre 2006 e 2007, o parque envolvente ao miradouro foi redesenhado por estes alunos, com bancos, passeios, painéis informativos e papeleiras, e foram criados um parque infantil e um campo de minigolfe. O espaço natural que rodeia o percurso central também foi melhorado, com a criação de caminhos, a integração de lugares de estacionamento e a criação de um pomar de árvores de fruto.
Em 2008, o belvedere foi destacado como um elemento único graças a uma nova iluminação ornamental. O belvedere foi iluminado com uma luz branca intensa, realçando a vista do local a partir de diferentes pontos da cidade.
Em 2010, foram construídos muros de pedra para apoiar o terreno, foi criado um novo caminho que atravessa todo o parque, foram plantados arbustos, foi criada uma pista de BMX e foram instalados campos desportivos com cestos e balizas na parte inferior do parque.

## Descrição

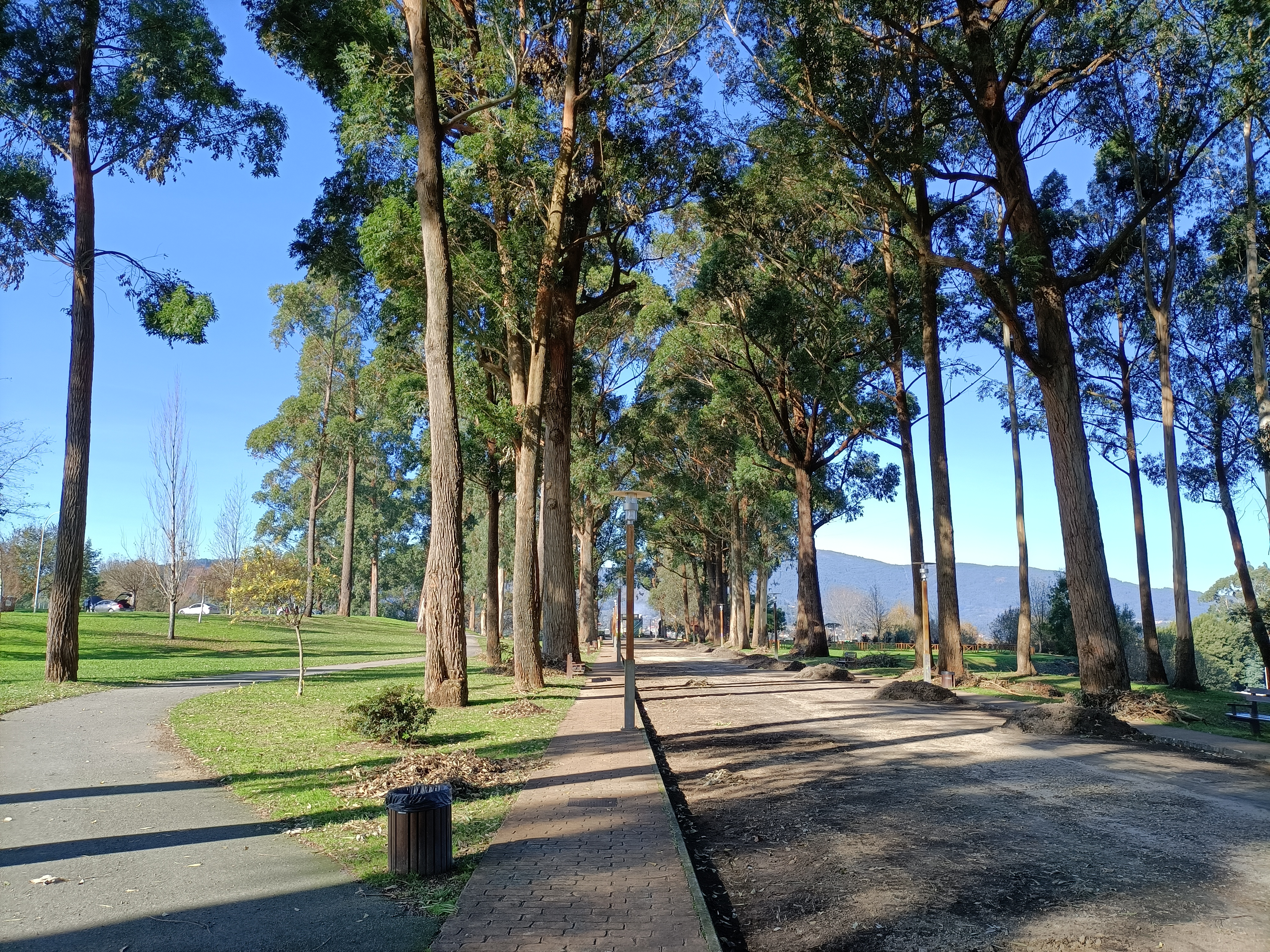
A avenida central do parque em 2023, com os seus exóticos eucaliptos.

O parque, quase totalmente delimitado pela rua Dinamarca ao longo de todo o seu perímetro e pela rua Francia a leste, cobre uma área de 60.000 m² e é composto por um passeio central que começa na rua Francia e continua a partir da rua Italia. Espalhados por todo o parque e à volta do passeio central, encontram-se cerca de uma centena de eucaliptos exóticos com troncos grossos na base e copas largas e frondosas. Estes eucaliptos, dispostos de ambos os lados da avenida central correspondente ao projeto original do jardim, formam um duplo alinhamento e incluem espécies de eucaliptos-de-fita, eucalyptus grandis, eucalyptus globulus e eucalyptus botryoides.
A avenida central do parque do Belvedere é iluminada por uma vintena de postes de iluminação que dão acesso ao belvedere no final da avenida, que oferece uma boa vista do último troço do rio Lérez. O belvedere atual é uma estrutura octogonal que conserva os degraus de pedra originais e tem um terraço superior com balaustrada ao qual se acede por uma escada exterior do lado direito. No lado noroeste do parque, existe um campo de minigolfe de 18 buracos e um parque infantil.
Junto ao belvedere existe uma pérgula suportada por seis colunas de granito, que alberga um espaço com quatro bancos de pedra. Junto à rua Dinamarca, que circunda a parte inferior do parque do belvedere, existem dois campos desportivos com cestos e balizas.
O parque é o ponto de encontro por excelência do bairro de Monte Porreiro e é também frequentado pelo resto da população de Pontevedra.

## Galeria

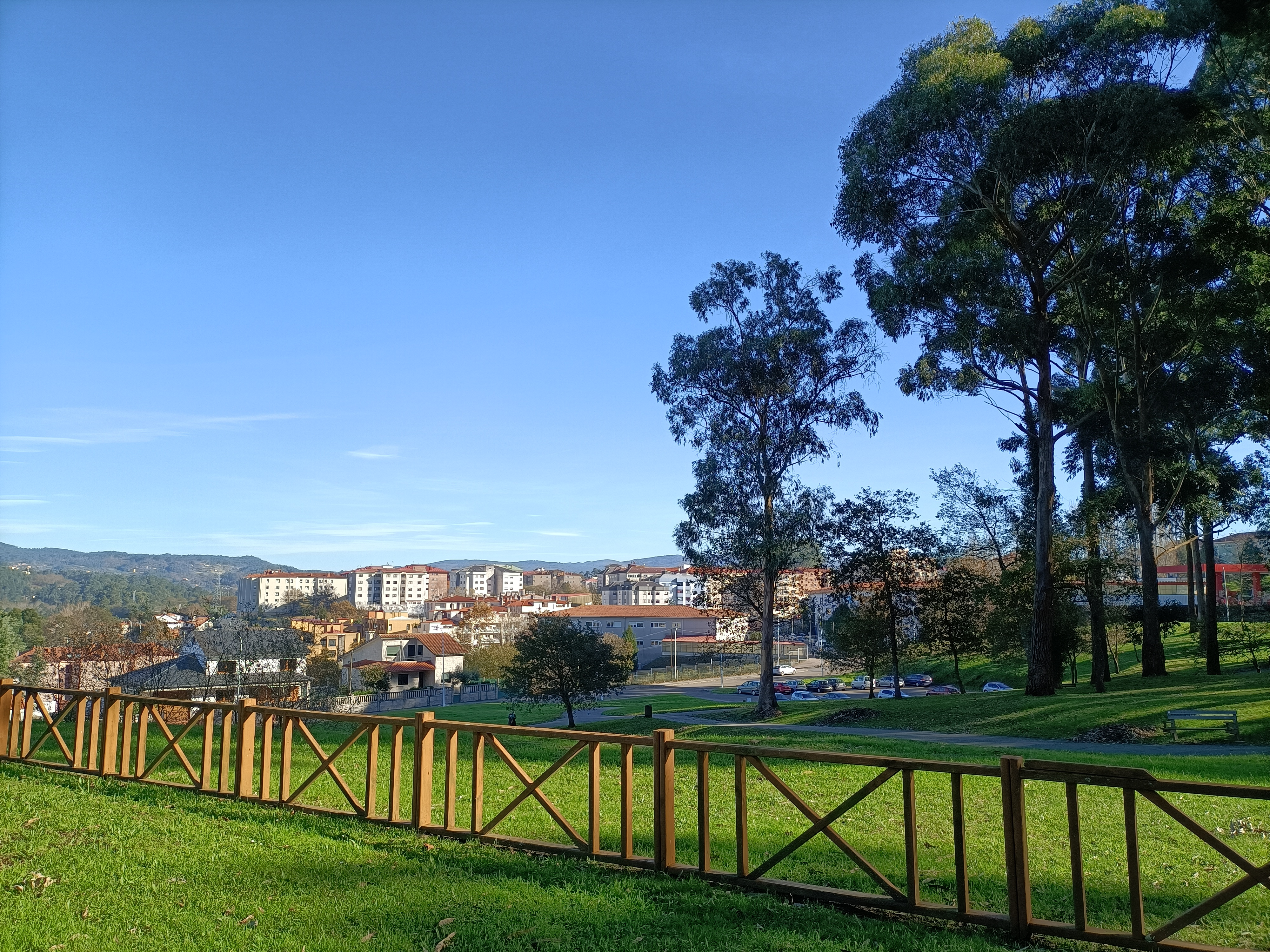
Eucaliptos dispersos no noroeste do parque
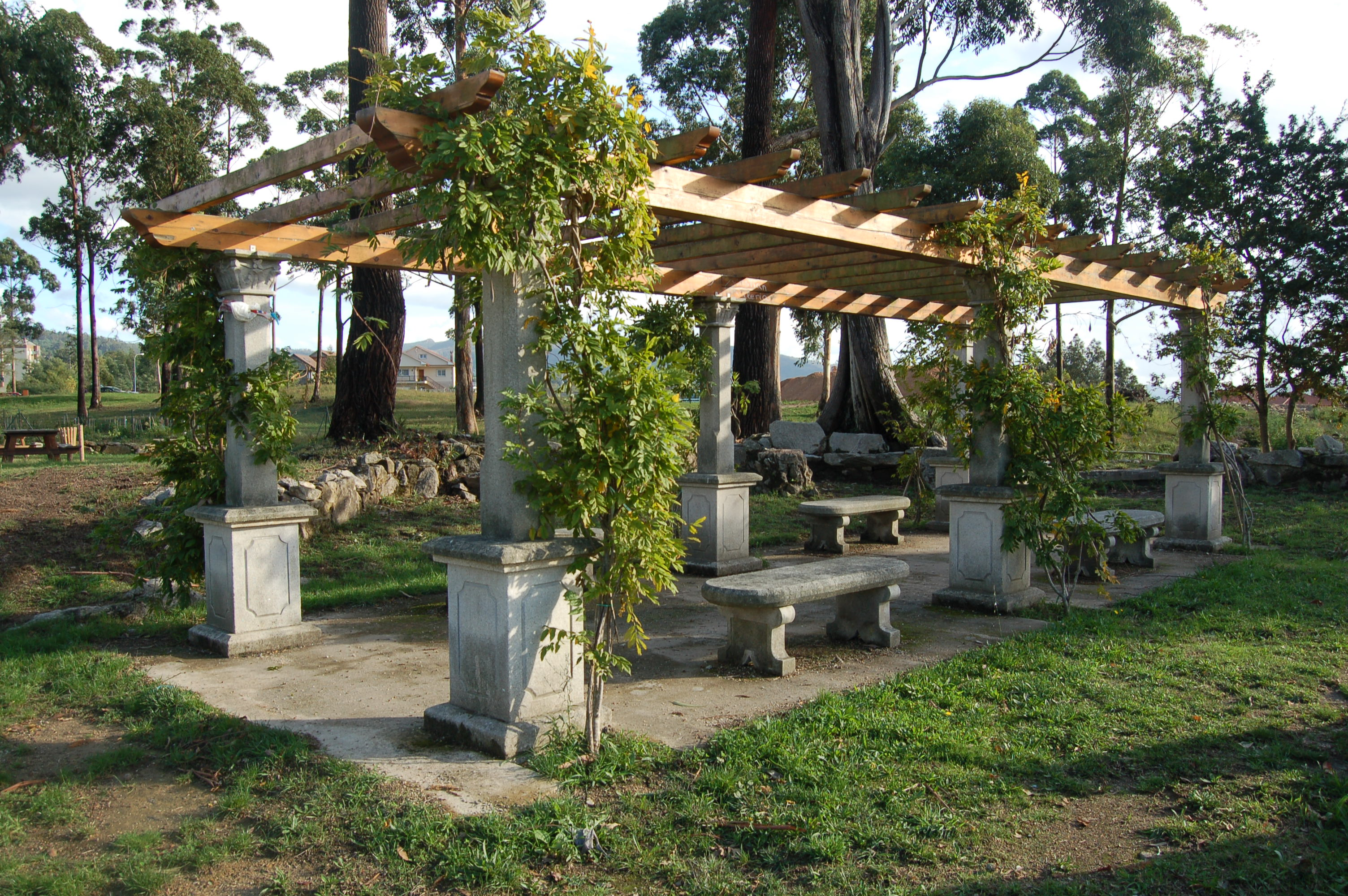
Pérgula e bancos
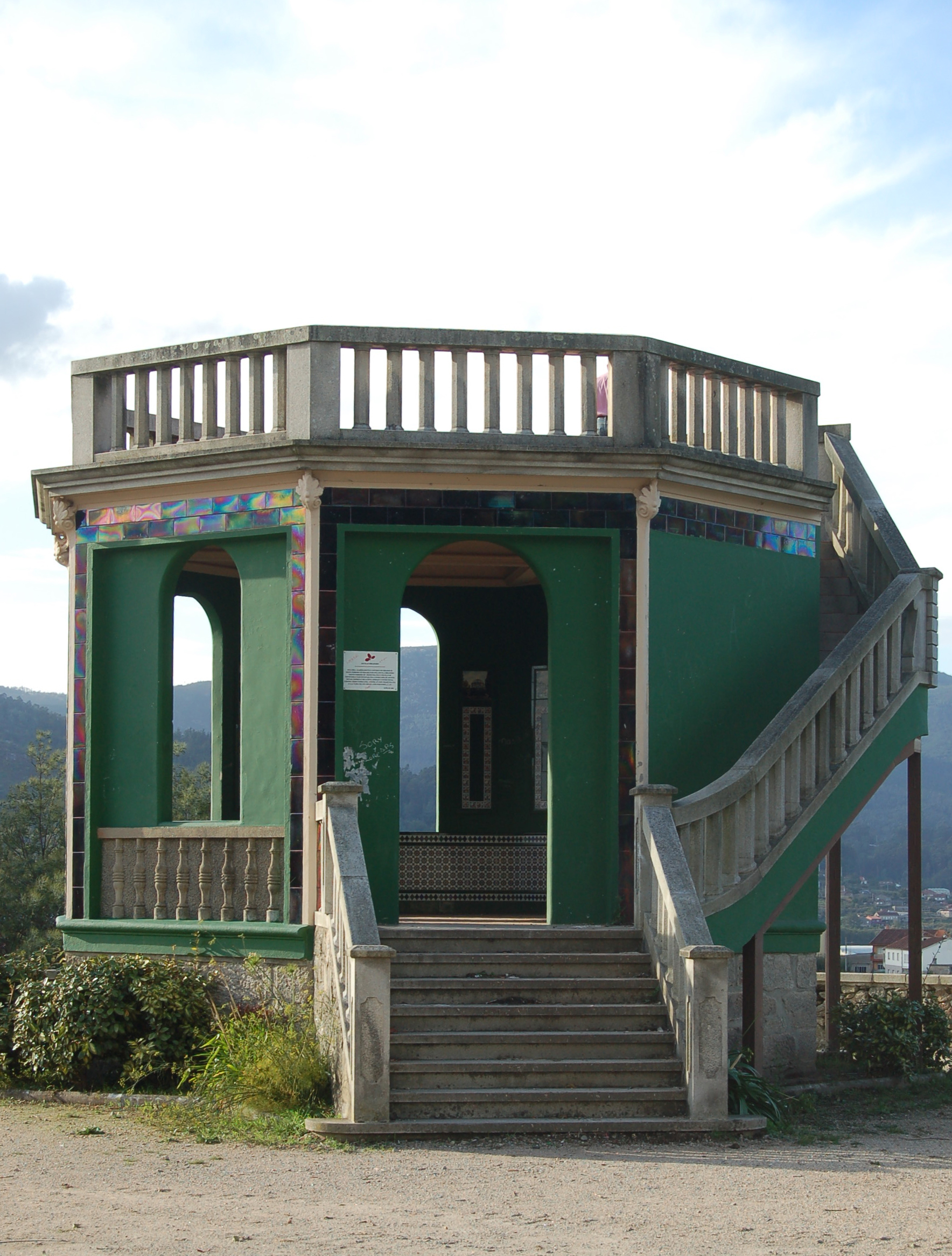
Belvedere no final da avenida central
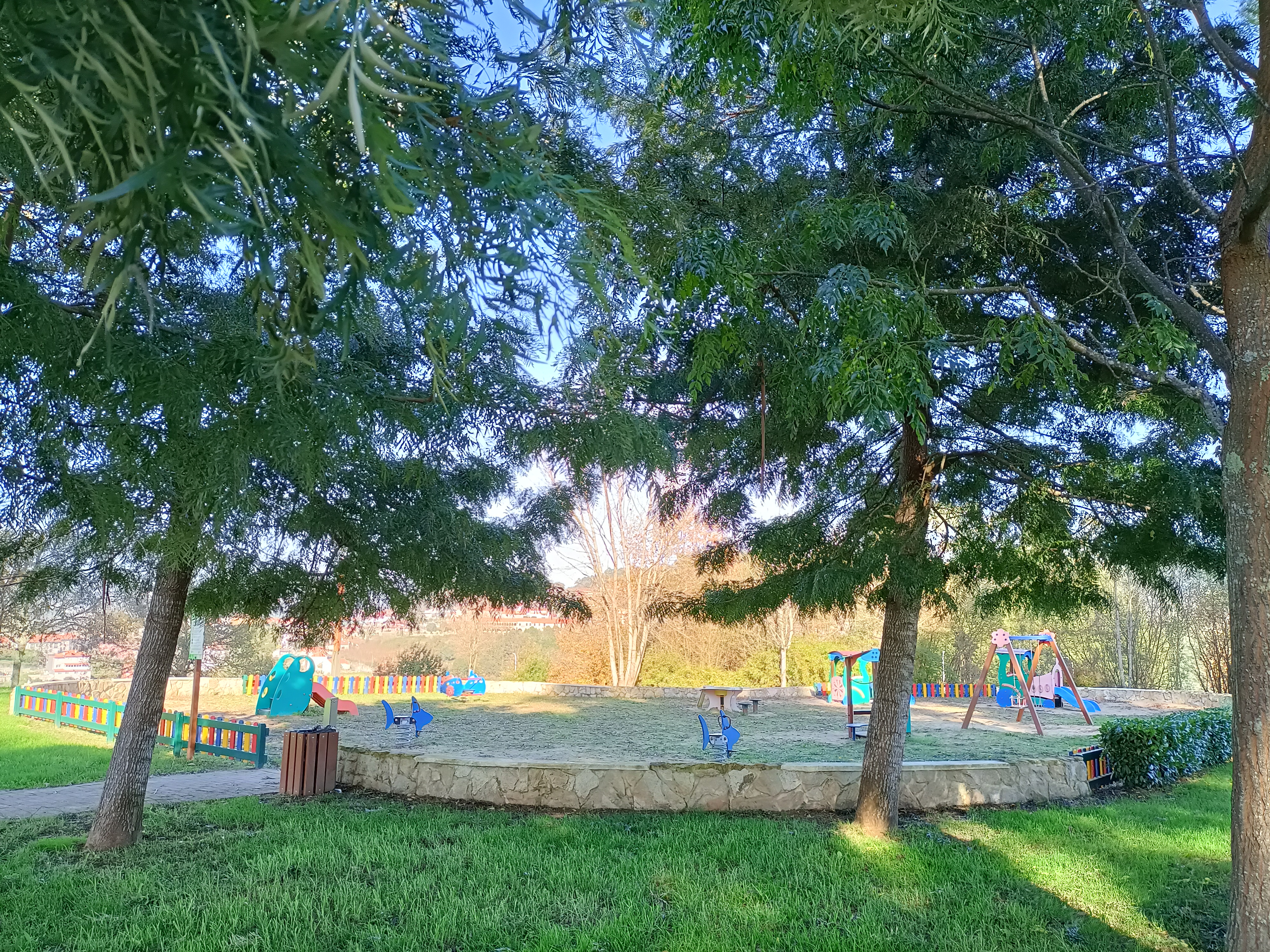
Parque infantil
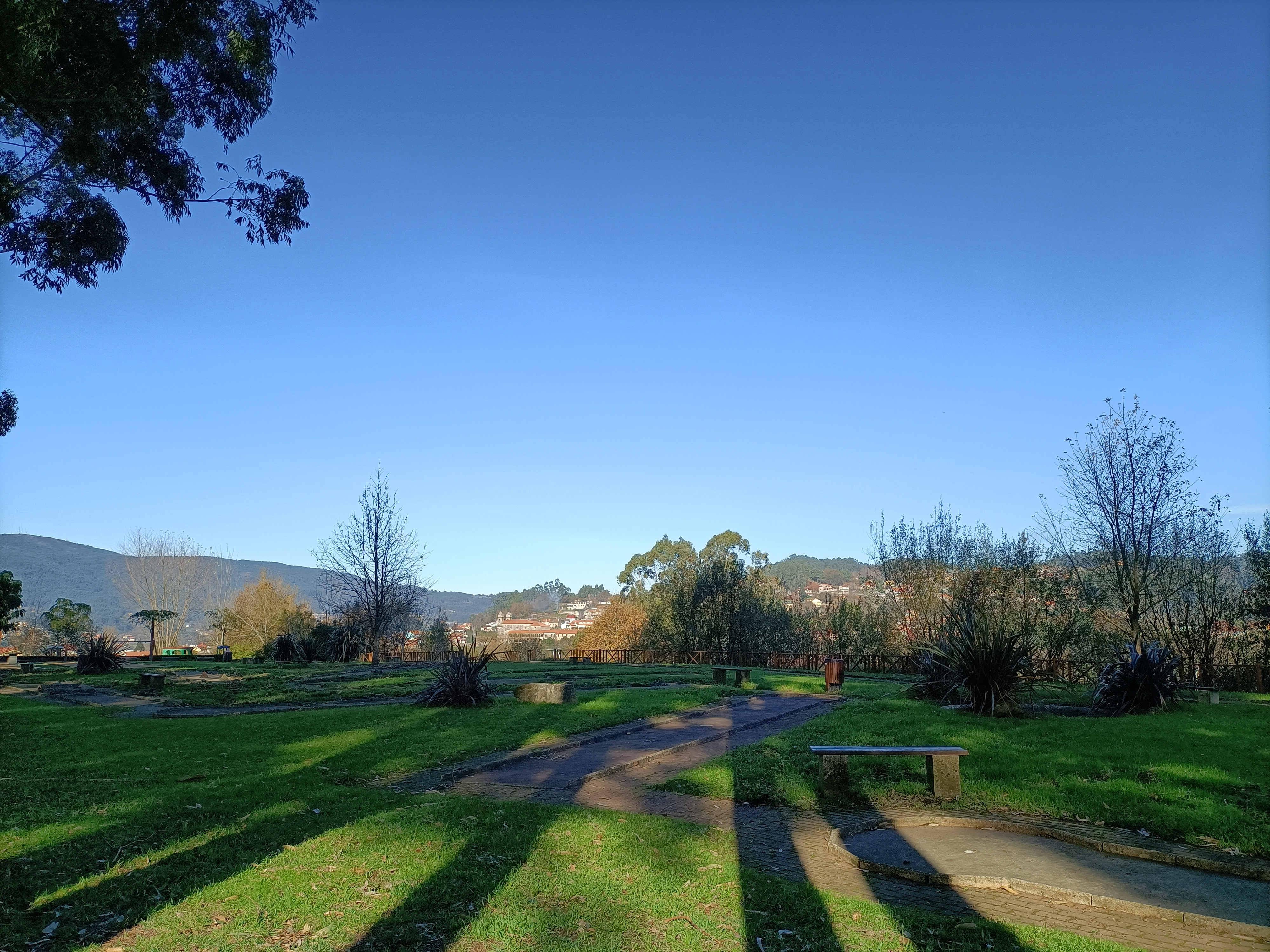
Minigolfe
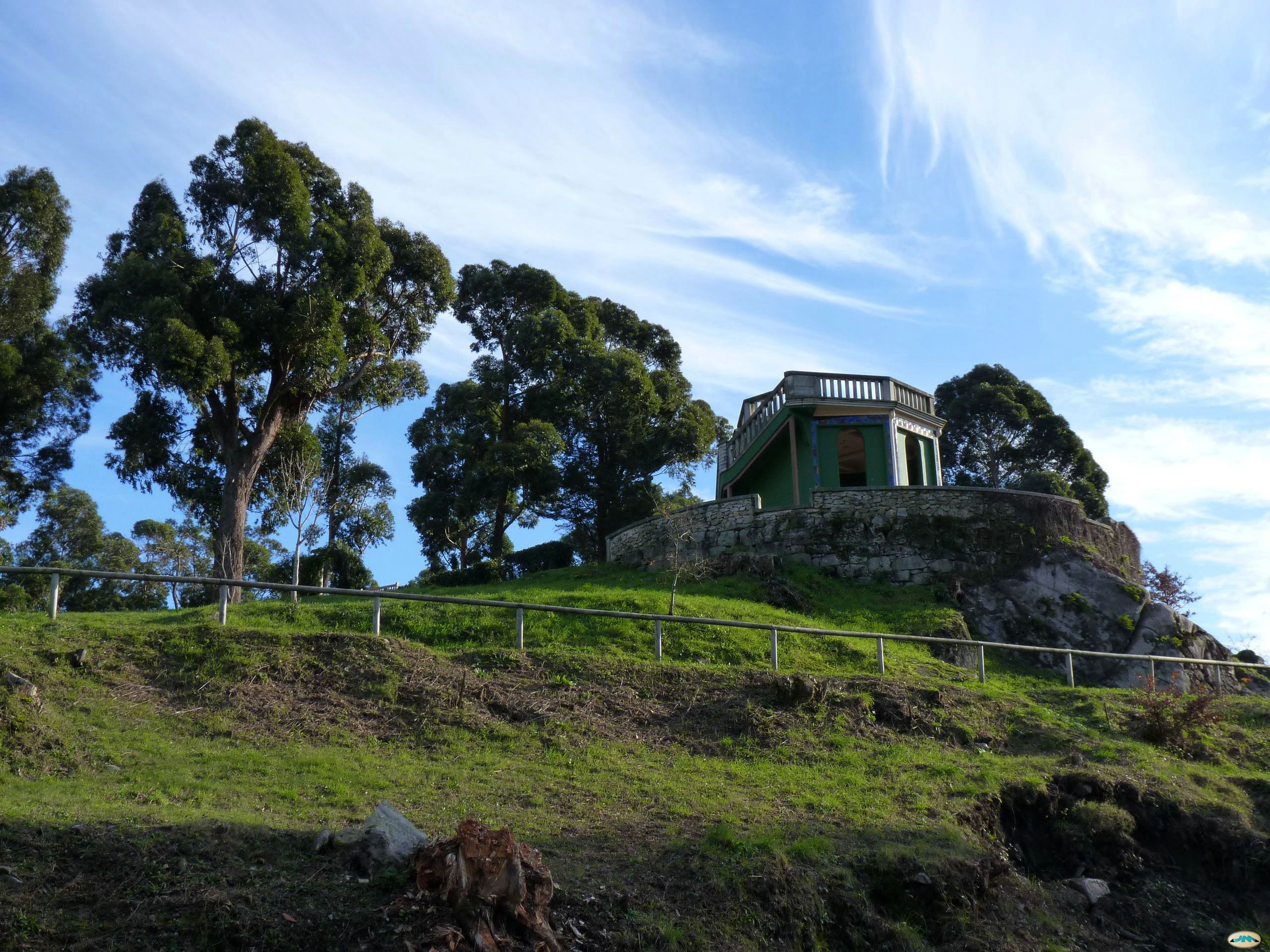
O belvedere no topo de um promontório
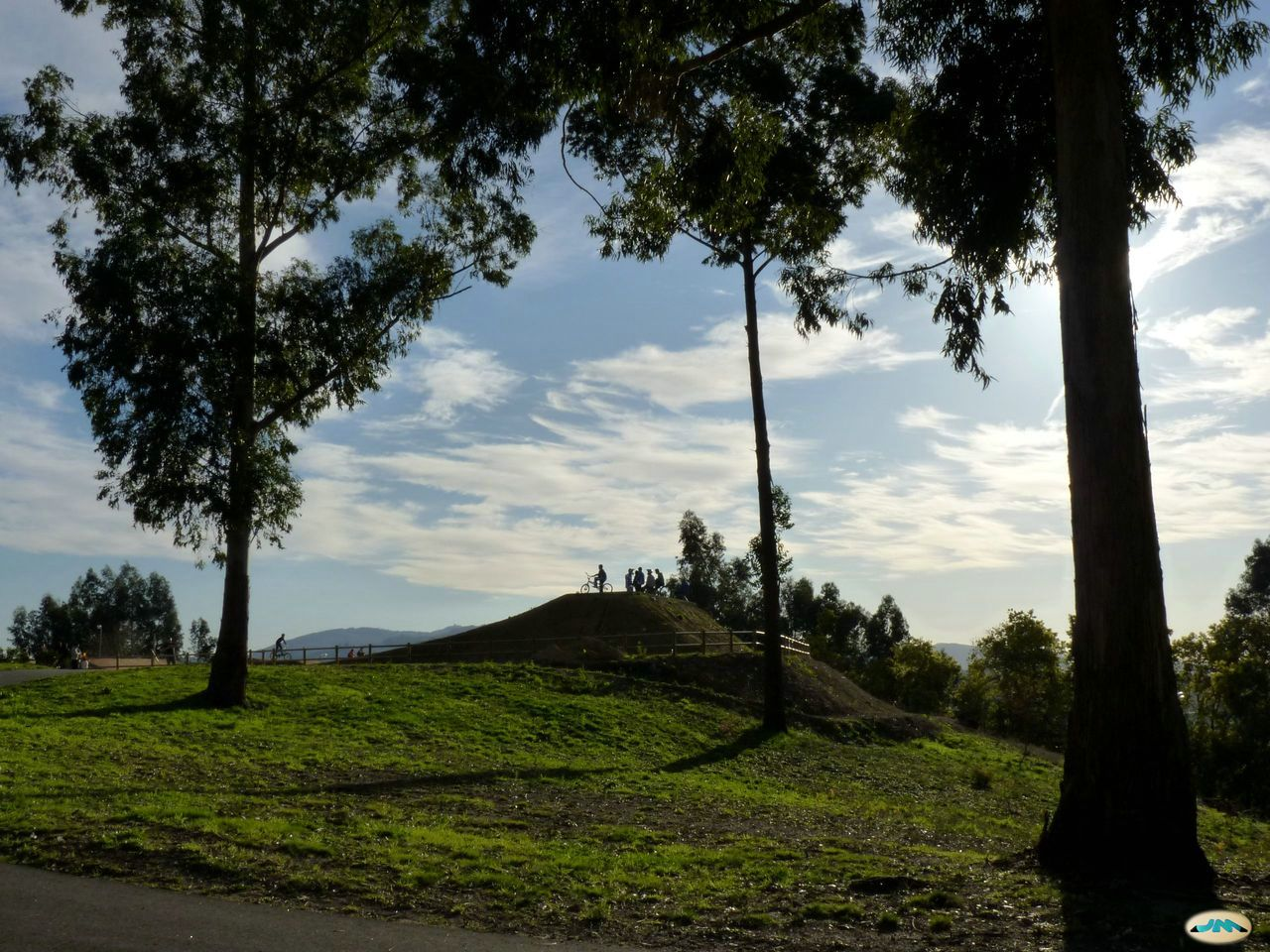
Pista de gincana

### Artigos relacionados
- Monte Porreiro
- Jardim Botânico de Lourizán
- Parque das Palmeiras
- Ilha das Esculturas